# Alcester (Dakota del Sur)
Alcester es una ciudad ubicada en el condado de Union en el estado estadounidense de Dakota del Sur. En el Censo de 2010 tenía una población de 807 habitantes y una densidad poblacional de 941,34 personas por km².

## Geografía
Alcester se encuentra ubicada en las coordenadas 43°1′23″N 96°37′41″O / 43.02306, -96.62806. Según la Oficina del Censo de los Estados Unidos, Alcester tiene una superficie total de 0.86 km², de la cual 0.86 km² corresponden a tierra firme y (0%) 0 km² es agua.

## Demografía
Según el censo de 2010, había 807 personas residiendo en Alcester. La densidad de población era de 941,34 hab./km². De los 807 habitantes, Alcester estaba compuesto por el 97.4% blancos, el 0.12% eran afroamericanos, el 0.25% eran amerindios, el 0.74% eran asiáticos, el 0% eran isleños del Pacífico, el 0.25% eran de otras razas y el 1.24% pertenecían a dos o más razas. Del total de la población el 1.49% eran hispanos o latinos de cualquier raza.